# Victor Kodei
Victor Kodei Ayaokpo (ur. 11 listopada 1965) – nigeryjski zapaśnik walczący w stylu wolnym. Trzykrotny olimpijczyk. Zajął szóste miejsce w Atlantcie 1996; piętnaste w Sydney 2000 i odpadł w eliminacjach w Seulu 1988. Walczył w kategoriach 82 – 97 kg.
Trzynasty na mistrzostwach świata w 1991. Mistrz igrzysk afrykańskich w 1991, 1995 i 1999. Zdobył osiem złotych medali na mistrzostwach Afryki w latach 1988 - 2000. Wicemistrz igrzysk Wspólnoty Narodów w 1994. Mistrz Wspólnoty Narodów w 1987 i 1989. Szósty w Pucharze Świata w 1991 roku.
Na igrzyskach Wspólnoty Narodów w 2002 zajął drugie miejsce, ale został zdyskwalifikowany za doping i pozbawiony medalu.